# Aldonza Alfonso

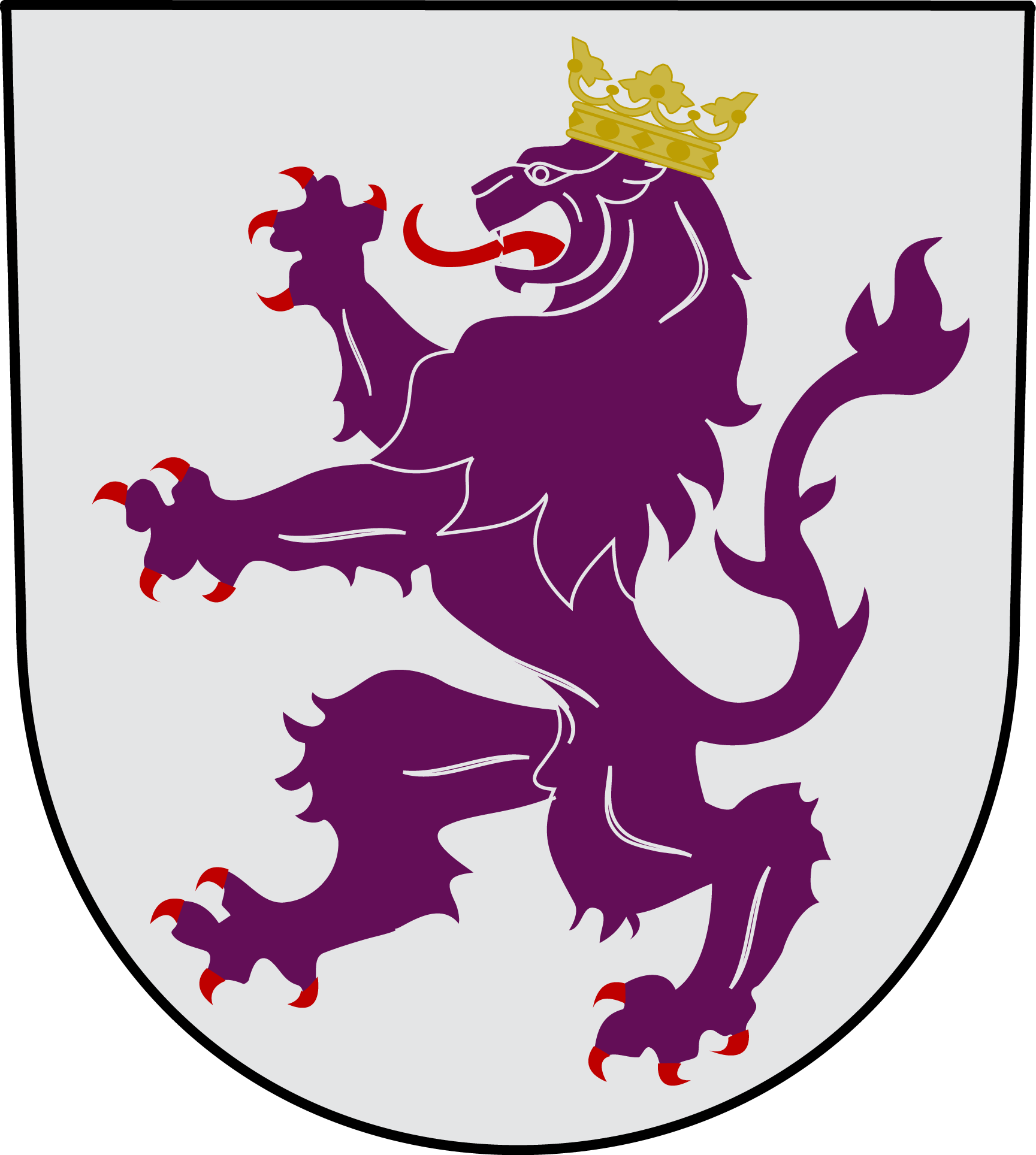
Escut del Regne de Lleó.

Aldonza Alfonso   (Regne de Lleó, c. 1215 (Gregorià) - Lleó, 1266 (Gregorià)) fou una noble lleonesa, filla il·legítima del rei Alfons IX de Lleó i de la seva amant, Aldonza Martínez de Silva.

## Família
Els seus avis paterns van ser el rei Ferran II de Lleó i la seva primera dona, la reina Urraca de Portugal, i els avis materns van ser Martí Gómez, Senyor de Silva, i la seva dona Urraca Rodríguez, filla de l'alferes reial Rodrigo Fernández de Torroño.
Va ser germana de Rodrigo Alfonso, Senyor d'Aliger i Castro del Río, i de Teresa Alfonso, així com germanastra, entre d'altres, del rei Ferran III de Castella i de l'infant Alfons de Molina, pare de la reina Maria de Molina.
Va contraure matrimoni per primera vegada amb el richome Diego Ramírez Froilaz, Senyor de Mansilla i Rueda, encara que no van tenir descendència. Posteriorment, es va tornar a casar amb Pere Ponç de Cabrera, i fruit del seu matrimoni van néixer diversos fills:
- Fernán Pérez Ponce de León (m. 1292).[3] Senyor de la Puebla d'Astúries, Cangas i Tinéu, adelantat major de la frontera d'Andalusia, majordom major del rei Alfons X de Castella, i preceptor del rei Ferran I de Castella. Fou sebollit al monestir de Santa María de Moreruela.
- Juan Pérez Ponce de León, richome i Senyor de Lopera.
- Ruy Pérez Ponce de León (m. 1295).[3] Mestre electe de l'Orde de Calatrava i majordom major del rei Sanç IV de Castella.[3]
- Pedro Pérez Ponce de León (m. c. 1280). Comendador major i Tretze de l'Orde de Sant Jaume.[4]
- Violante Pérez Ponce de León. Es va casar amb Pere Àlvarez de Quiñones, merí major d'Astúries.[a]
- Elvira Pérez Ponce de León.[6]
- Juana Pérez Ponce de León.[6]
- Àlvaro Pérez Ponce de León.[6]

## Biografia
Es desconeix la data exacta del seu naixement, encara que va haver de ser al voltant de l'any 1212. Va contraure matrimoni per primera vegada amb el noble Diego Ramírez Froilaz, Senyor de Mansilla i Rueda, encara que no van tenir descendència. Abans de juny de 1230, es va tornar a casar amb Pedro Ponce de Cabrera, noble lleonès i fill del comte Ponce Vela de Cabrera, Senyor de la Vall d'Ària i alferes del rei Alfons IX de Lleó, i de la comtessa Teresa Rodríguez Girón.
I després del matrimoni, els seus descendents començaren a utilitzar el cognom de Ponce de León en lloc de Ponce de Cabrera i, a l'edat mitjana, van formar part del reduït grup dels ricshomes, que era la més alta categoria nobiliària. I durant l'edat moderna, els Ponce de León van arribar a ostentar els títols de ducs d'Arcos, marquesos de Cadis i, posteriorment, ducs de Cadis, entre d'altres.
Aldonza Alfonso havia quedat vídua l'any 1254, segons consta a un diploma del monestir de San Benito de Sahagún, i l'any 1256 va fer una donació juntament amb els seus fills al Monestir de Santa María de Nogales, fundat per Vela Gutiérrez i Sancha Ponce de Cabrera, que eren avis del seu marit, Pedro Ponce de Cabrera.
El novembre de 1264, Aldonza Alfonso va cedir al Monestir de Santa María de Nogales, on hauria de ser sebollida, nombrosos béns repartits per les actuals províncies de Zamora i Lleó, i entre ells es trobava la totalitat del municipi de Manganeses de la Polvorosa, amb la finalitat que el monestir tingués "peix per advent i quaresma", el que li corresponia de les seves arres a San Pedro de Ceque i les Esglésies d'Alija del Infantado, Pobladura de Valdería i la Nora del Río.
Aldonza Alfonso va morir l'any 1266.

## Sepultura

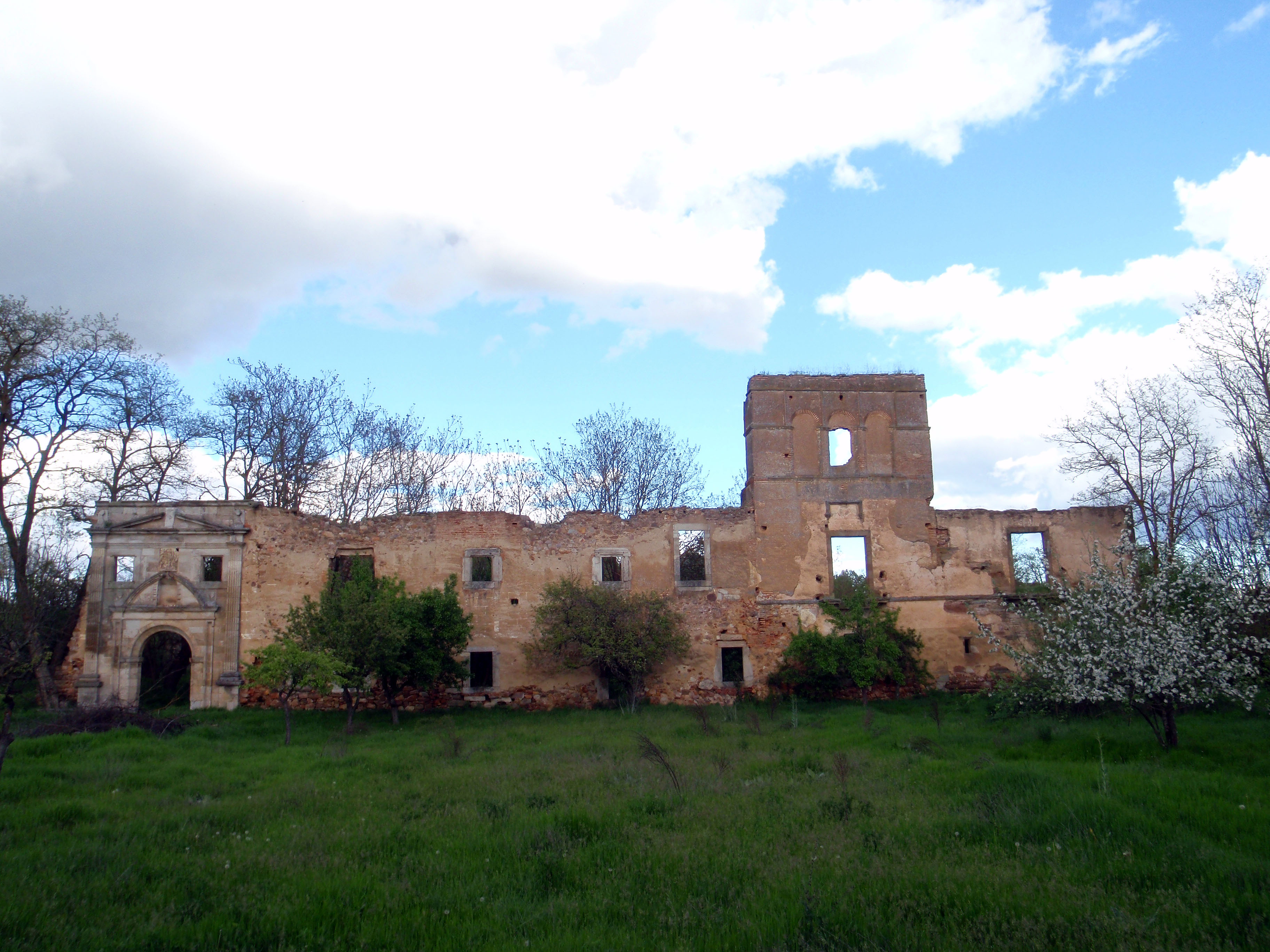
Ruïnes del monestir de Santa María de Nogales

Va ser sebollida a la capella major del monestir de Santa María de Nogales que actualment es troba en estat ruïnós. A la capella de San Benito del mateix monestir va ser sebollit el seu segon marit, i al sepulcre d'Aldonza s'hi va esculpir el següent epitafi:
El sepulcre que contenia les restes mortals d'Aldonza Alfonso, actualment desaparegut, es trobava al costat l'Evangeli de la capella major de l'Església, i diversos cronistes assenyalaren que estava "sembrat de lleons", per ser la difunta filla del rei Alfons IX de Lleó.. L'historiador francès Charles García va assenyalar que el sepulcre estava guarnit amb un lleó de gules, acompanyat per una sèrie de cabres negres sobre fons verd.